# Weimarska Grupa Bojowa
Weimarska Grupa Bojowa (EU BG I/2013) – wielonarodowa grupa bojowa pod dowództwem polskim, pełniąca w I połowie 2013 dyżur bojowy w ramach Europejskich Sił Szybkiego Reagowania, składająca się z kontyngentów sił zbrojnych państw Trójkąta Weimarskiego.

## Historia
W 2004 ministrowie obrony państw członkowskich UE zatwierdzili utworzenie 13 grup bojowych, które od 2007 kolejno obejmowały dyżury bojowe. Wcześniej, bo w 2006, szefowie resortów obrony Francji, Niemiec i Polski uzgodnili potrzebę utworzenia Weimarskiej Grupy Bojowej. Rozmowy na temat struktury, wkładu państw i zadań Grupy rozpoczęły się w styczniu 2009, a zakończyły 5 lipca 2011 podpisaniem porozumienia przez przedstawicieli państw Trójkąta Weimarskiego przy NATO i UE. Zgodnie z nim:
- Polska będzie państwem ramowym, w związku z czym wystawi: Dowództwo Operacji, Dowództwo Sił, batalion manewrowy,
- Niemcy będą państwem wiodącym w zakresie zabezpieczenia logistycznego,
- Francja będzie państwem wiodącym w zakresie zabezpieczenia medycznego.
- Grupa Bojowa obejmie dyżur w I półroczu 2013 roku.

Trzon liczącej ok. 2100 żołnierzy WGB, czyli batalion piechoty zmotoryzowanej na KTO Rosomak wystawia 17 Brygada Zmechanizowana. Brygada oraz inne jednostki wydzielające oddziały do Weimarskiej Grupy Bojowej, rozpoczęły cykl szkoleń i manewrów, zakończonych 23 listopada 2012 oficjalną certyfikacją całej WGB podczas ćwiczeń Common Challenge-12.
W skład batalionu manewrowego wchodzą:
- 4 kompanie manewrowe
- kompania dowodzenia, w tym drużyna strzelców wyborowych i sekcja rozpoznania skażeń
- kompania logistyczna, w tym zespół ewakuacji medycznej
- kompania wsparcia
- grupa wsparcia ogniowego
- pluton przeciwlotniczy
- pluton rozpoznawczy.

Grupa była zdolna do podjęcia działań bojowych w ciągu 15 dni (pierwsze 5 dni przeznaczone są na podjęcie decyzji o użyciu sił i zaplanowanie operacji, następnych 10 na rozmieszczenie w rejonie mandatowym), po których miała rozpocząć misję trwającą od jednego do czterech miesięcy, zgodną z rozdziałami VI i VII Karty Narodów Zjednoczonych (dodatkowo może współdziałać z siłami ONZ i NATO, gdyby zaszła taka ewentualność). Jednak podobnie jak w przypadku poprzednich grup bojowych, Unia Europejska nie zdecydowała się na jej użycie.

## Polskie zaangażowanie w grupy bojowe UE
- EU BG I/2010
- EU BG I/2013 (Weimarska Grupa Bojowa)
- EU BG I/2016 (Wyszehradzka Grupa Bojowa)
- EU BG 2019-2 (Wyszehradzka Grupa Bojowa)
- EU BG 2023-1 (Wyszehradzka Grupa Bojowa)